# Åke Lundberg (militär)
Åke Ingemar Lundberg, född den 9 juni 1921 i Sollefteå, död den 24 november 1997 i Borås, var en svensk militär.
Lundberg blev löjtnant i Västernorrlands regemente 1946, kapten där 1956, i generalstabskåren 1959, major där 1963 och överstelöjtnant 1965, i Bohusläns regemente 1966. Han var  stabschef vid femte militärbefälhavarstaben 1963–1966, befälhavare i Kristianstads försvarsområde 1970–1974 samt chef för Älvsborgs regemente och befälhavare i Älvsborgs försvarsområde 1975–1981. Lundberg befordrades till överste 1970 och till överste av första graden 1975. Han blev riddare av Svärdsorden 1963 och kommendör av samma orden 1974. Lundberg vilar i hustruns familjegrav på Östra kyrkogården i Jönköping.